# Villarta
Villarta és un municipi de la província de Conca, a la comunitat autònoma de Castella-La Manxa.

## Demografia
| 1991 |  | 1996 |  | 2001 |  | 2006 |
| ---- |  | ---- |  | ---- |  | ---- |
| 804  |  | 813  |  | 793  |  | 909  |